# Zell unter Aichelberg
Pour les articles homonymes, voir Zell.
Zell unter Aichelberg est une commune de Bade-Wurtemberg (Allemagne), située dans l'arrondissement de Göppingen, dans la région de Stuttgart, dans le district de Stuttgart.

## Économie
Le siège de Ostheimer, une entreprise de fabrication de jouets en bois, se trouve à Zell unter Aichelberg.